# فريق الوعد
فريق الوعد للفنّ الإسلامي أو فرقة الوعد هي فرقة إنشادية لبنانية إسلامية، مقربة من حركة المقاومة الإسلامية (حماس)، تأسست بلبنان عام 1992، واشتهرت بشريطها الشهير «أطياف الاستشهاد» بأجزائه الاربعة الداعم لانتفاضة الاقصى وفلسطين، مكونة من عدة أشخاص متطوعين منشدين وملحنين ومؤلفين. تهتم بشكل رئيسي بالقضية الفلسطينية بكل أبعادها، والإنشاد التربوي، والعرس الإسلامي.
اشتهرت بأغانيها الوطنية الداعمة للمقاومة الفلسطينية ولحركة حماس. نشات في طرابلس بلبنان.
يتناول فريق الوعد في أناشيده الموضوعات الاستنهاضية الحماسية التي يرمي من خلالها إلى استنهاض معالم القوة والتحرر والتحدي في واقع الأمة الإسلامية المعاصر. ويسكب مفاهيم المقاومة في كلمات مفعمة بالقوة وألحان ملهبة للمشاعر من أجل عولمة ثقافة المقاومة والحفاظ على الذاكرة وحراستها وتثبيت الثوابت. إضافة إلى الإنشاد التربوي الداعي إلى تهذيب النفوس وصقل الفطرة السليمة والعودة بالذات إلى حضن التربية الإيمانية الإسلامية.
ويتناول أيضاً أناشيد العرس الإسلامي، حيث قام الفريق بإحياء عدة أعراس إسلامية، ويلبي حاجات المجتمع، ويرتقي إلى مستوى الفرحة المطلوبة وتحت سقف الشريعة الإسلامية.
تلقى فريق الوعد للفن الإسلامي عدة دعوات خارج لبنان فاقام واحيا المهرجانات في ايرلندا وتركيا وماليزيا وفلسطين (غزة) والجزائر واليمن وسوريا والأردن وقطر والمغرب وتونس إضافة للساحة اللبنانية كما واحيا الاعراس الإسلامية ابرزها العرس الجماعي ل 500 عريس وعروس في دمشق

## في الإعلام
كما ان فريق الوعد للفن الإسلامي كانت له عدة مقابلات فنية تلفزيونية على عدة فضائيات اسلامية فضائية المنار وفضائية الاقصى وفضائية القدس والتلفزيون اليمني الرسمي.

### مهرجانات أحياها الفريق ونقلت مباشرة أو عرضت
- مهرجان «دم الاحرار يكسر الحصار» والذي نقلته الجزيرة والاقصى في لبنان.
- ومهرجان «دعمكم يكسر حصارهم» ونقلته الجزيرة، في لبنان،
- ومهرجان مؤتمر الحملة العالمية لصد العدوان عن غزة وكان في تركيا وقد نقلته الجزيرة وعدة فضائيات.
- ومهرجان «غزة طريقنا إلى القدس» في ايرلندا والذي غطته الجزيرة بتقرير خاص.
- ومهرجان «اليوم غزة وغدا القدس» في لبنان والذي نقلته الجزيرة،
- ومهرجان حياة اف ام الرابع في الأردن حيث كانت للفريق مشاركة والذي سجل وتم عرضه على قناة فور شباب
- ومهرجان اطلاق اسطول الحرية 2 بدعوة من لجنة شريان الحياة في الأردن الذي عرض على قناة القدس،
- ومهرجان القدس الثالث برعاية الاتحاد العالمي لعلماء المسلمين في الدوحة قطر والذي كان منقولا على الجزيرة مباشر
- ومهرجان القدس لحن الاحرار الأردن ونقل مباشرة عبر عدة فضائيات
- ومهرجان الانطلاقة 24 لحركة حماس في غزة بدعوة من الحكومة الفلسطينية في غزة

والذي نقل على عدة فضائيات كالاقصى والقدس والجزيرة وغيرهم
- مهرجان الربيع الانشادي والذي أطلق فيه إصدار اطياف 4 والذي عرض على فضائية اليرموك
- ومهرجان الانطلاقة 25 لحركة حماس في غزة بدعوة من الحكومة الفلسطينية في غزة
- مهرجان في تونس يعود ريعه لبناء مستشفى في غزة نقلته الجزيرة وعدة فضائيات
- مهرجان الحرية، الأردن بمناسبة يوم الاسير الفلسطيني والعربي نقلته الجزيرة وعدة فضائيات أخرى
- مهرجان شعب يصنع نصره لبنان صيدا نقلته الجزيرة وعدة فضائيات أخرى
- مهرجان شعب يصنع نصره مخيم نهر البارد شمال لبنان نقلته الجزيرة وعدة فضائيات أخرى
- مهرجان مهرجان نصركم طريقنا إلى القدس في الأردن ونقلته الجزيرة وعدة فضائيات أخرى
- مهرجان بالوحدة والانتفاضة نحمي القدس والاقصى في لبنان ونقلته الجزيرة وعدة فضائيات أخرى

## الاعضاء
احمد الاسدي، امير مواس، جلال الجمل، شادي الشيخ، عبد الحي الخطيب، عدنان جنزرلي، عصام سعد، علاء الصفدي، عبد الكريم الصفدي، غانم صادق، محمد الاسدي، محمود الحج، محمود رياطي، محمد إسماعيل، محمد العلي، محمد حزبوز، واكد درويش، وليد أبو حيط.

## أعمال بارزة

### أشرطة
- شريط أطياف الاستشهاد الأول
- شريط أطياف الاستشهاد الثاني
- شريط أطياف الاستشهاد الثالث
- شريط أطياف الاستشهاد الرابع

### الاناشيد المنفردة
1. علي السبابة
2. غزة الرعب القسامي
3. ام الملاحم
4. اهتف بالناس
5. حطم قيدك
6. الاقصى يا عرب
7. لنفكّ حصارا
8. الشعب يريد انهاء الاستسلام
9. حكاية وفا (وفا القسام)
10. حكاية شعب
11. حكاية بيعة (امض بنا رسول الله)
12. حكاية اسر
13. حكاية نصر (رايات النصر)
14. ابشري قدسنا
15. حكاية نفير
16. حكاية احرار
17. القدس نادتني أنا
18. سليل رجال
19. حكاية اجناد
20. سقف الباص الطاير

### تحولت إلى أغنية مرئية (كليب)
1. القدس نادتني انا

1. سقف الباص الطاير

## روابط خارجية
- تطبيق الفرقة الخاص لأجهزة الآندرويد  - على جوجل بلاي